# Aztekisk mytologi

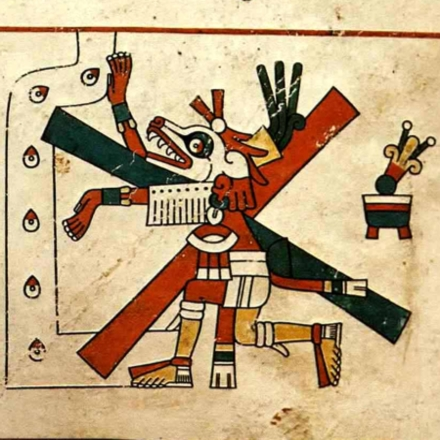
Avbildning av guden Xolotl i Codex Fejervary-Mayer från 1400-talet

Aztekisk mytologi, mytologin hos aztekerna, ett folk och rike i Mexiko före den spanska erövringen.

## Några gestalter i aztekernas mytologi
- Ahuizotl
- Chalchiuhtlicue
- Coatlicue
- Ehecatl
- Huehueteotl
- Huitzilopochtli
- Metztli
- Mictlantecuhtli
- Nagual
- Quetzalcóatl
- Tezcatlipoca
- Tlaloc
- Tlazolteotl
- Toci
- Tonatiuh
- Xolotl